# Hérin (rivière)
Pour les articles homonymes, voir Hérin (homonymie).
L'Hérin est une rivière affluente du Lez dans le département de Vaucluse (Enclave des papes), en provenance de la Drôme provençale, dans les deux régions Auvergne-Rhône-Alpes et Provence-Alpes-Côte d'Azur.

## Géographie
De 23,3 km de longueur, l'Hérin prend sa source à Vinsobres, pour rejoindre les eaux du Lez à Suze-la-Rousse, au nord-est du village.

### Communes et cantons traversés
Dans les deux départements de la Drôme et de Vaucluse, l'Hérin traverse six communes, et trois cantons :
- dans le sens amont vers aval : Vinsobres (source), Valréas, Visan, Tulette, Bouchet, Suze-la-Rousse (confluence).

Soit en termes de cantons, l'Hérin prend sourse dans le canton de Nyons, traverse le canton de Valréas et conflue dans le canton de Saint-Paul-Trois-Châteaux, le tout dans les arrondissements de Nyons et d'Avignon.

## Principaux affluents
L'Hérin a neuf affluents référencés :
- ruisseau de la combe Saint-Marcellin
- ravin de la font du loup
- ravin de Barri
- ravin du saule
- ravin du Verdon
- Riaille
- Rieu
- la Roubine
- ruisseau grand vallat

## Étymologie
Le nom Hérin provient du préceltique *er- (ou *ir-) qui signifie l'écoulement, le mouvement. Cette forme est également retrouvable dans les rivières comme l'Hers-Vif, ou l'Irance. 
- nom en 1348 : Herens - rivus Heretis[3]
- nom en 1692 : Heren[3]

## Hydrographie
Le Hérin traverse une seule zone hydrographique Le Lez de la Coronne au ravin de Saint-Blaise inclus (V522) de 424 km2.